# Fatha

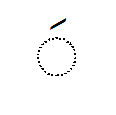
Fatha

Fatḥa (فَتْحَة) is een optioneel schriftteken uit het Arabisch schrift, dat voor beklinkering van teksten dient. Het dient om de korte klinker a aan te geven, zoals in "kat". De fatha schrijft men als een korte schuine streep en geeft men aan boven de te beklinkeren medeklinker.

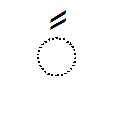
Fathatān

Voor het aangeven van de accusatiefuitgang "-a" bij bepaalde zelfstandige naamwoorden en bijvoeglijke naamwoorden gebruikt men eveneens de fatha.
In het geval van een onbepaalde accusatiefuitgang is de uitgang "-an" en schrijft men twee fatha-tekens onder elkaar, de fathatān. In dit geval is er een alif of ta marbuta nodig als draagletter.

## Fatha in Unicode
| Unicode Codepoint | U+064E           |
| Unicode-Name      | ARABIC FATHA     |
| HTML              | &#1614;          |
| ISO 8859-6        | niet beschikbaar |

## Fathatān in Unicode
| Unicode Codepoint | U+064B           |
| Unicode-Name      | ARABIC FATHATAN  |
| HTML              | &#1611;          |
| ISO 8859-6        | niet beschikbaar |

Basisalfabet: ا (alif) · 
ب (ba) · 
ت (ta) · 
ث (tha) · 
ج (jim) ·
ح (ḥa) ·
خ (kha) ·
د (dal) ·
ذ (dhal) ·
ر (ra) ·
ز (zai) ·
س (sin) ·
ش (sjin) ·
ص (ṣad) ·
ض (ḍad) ·
ط (ṭah) ·
ظ (ẓa) ·
ع (ain) ·
غ (gain) ·
ف (fa) ·
ق (qaf) ·
ك (kaf) ·
ل (lam) ·
م (mim) ·
ن (nun) ·
ه (ha) ·
و (waw) ·
ي (ya)
Aanvullende tekens: ء (hamza) ·
آ (alif madda) ·
ة (tāʾ marbūṭa) ·
ى (alif maqṣūra) ·
لا (lām-alif)
Klinkertekens: fatḥa ·
kasra ·
ḍamma ·
shadda ·
sukūn ·
waṣla